# Ingvar Jónsson
Ingvar Jónsson (Reykjavik, 18 oktober 1989) is een IJslands voetballer die speelt als doelman. In februari 2020 verruilde hij Viborg FF voor Víkingur Reykjavík. Jónsson maakte in 2014 zijn debuut in het IJslands voetbalelftal.

## Clubcarrière
Jónsson speelde in de jeugd bij UMF Njarðvík. Bij die club debuteerde hij in 2010. In dat jaar speelde de doelman twintig wedstrijden in het eerste elftal. In 2011 maakte hij de overstap naar eersteklasser Stjarnan. Gedurende vier seizoenen was Jónsson de eerste keuze onder de lat bij Stjarnan. In 2014 wist de club landskampioen te worden en Jónsson werd verkozen tot beste speler van het seizoen. Datzelfde jaar kwalificeerde Stjarnan zich ook voor de voorrondes van UEFA Europa League. Hierin werd achtereenvolgens afgerekend met Bangor City, Motherwell en Lech Poznań. In de laatste voorronde werd geloot tegen Internazionale. Van de Italianen werd echter met 0–3 en 6–0 verloren, dus speelde Stjarnan niet in de groepsfase van de Europa League.
Het jaar erna vertrok de IJslandse sluitpost naar IK Start in Noorwegen. Hier wist hij de concurrentiestrijd niet te winnen en verder dan één competitieduel kwam hij niet. Hierdoor werd de doelverdediger op huurbasis gestald bij Sandnes Ulf, waarvoor hij vijftien wedstrijden speelde. In 2016 tekende Jónsson voor Sandefjord Fotball. In de zomer van 2018 verkaste de doelman naar Viborg FF, waar hij zijn handtekening zette onder een verbintenis voor de duur van anderhalf jaar. Jónsson keerde begin 2020 terug naar IJsland, waar hij voor Víkingur Reykjavík ging spelen.

## Clubstatistieken
| Seizoen | Club               | Competitie  | Competitie | Competitie | Beker | Beker | Internationaal | Internationaal | Totaal | Totaal |
| Seizoen | Club               | Competitie  | Wed.       | Dlp.       | Wed.  | Dlp.  | Wed.           | Dlp.           | Wed.   | Dlp.   |
| ------- | ------------------ | ----------- | ---------- | ---------- | ----- | ----- | -------------- | -------------- | ------ | ------ |
| 2010    | UMF Njarðvík       | 1. deild    | 20         | 0          | 0     | 0     | —              | —              | 20     | 0      |
| 2011    | Stjarnan           | Úrvalsdeild | 17         | 0          | 1     | 0     | —              | —              | 18     | 0      |
| 2012    | Stjarnan           | Úrvalsdeild | 22         | 0          | 0     | 0     | —              | —              | 22     | 0      |
| 2013    | Stjarnan           | Úrvalsdeild | 19         | 0          | 5     | 0     | —              | —              | 24     | 0      |
| 2014    | Stjarnan           | Úrvalsdeild | 21         | 0          | 2     | 0     | 8              | 0              | 31     | 0      |
| 2015    | IK Start           | Eliteserien | 1          | 0          | 0     | 0     | —              | —              | 1      | 0      |
| 2015    | → Sandnes Ulf      | 1. divisjon | 15         | 0          | 0     | 0     | —              | —              | 15     | 0      |
| 2016    | Sandefjord Fotball | 1. divisjon | 23         | 0          | 0     | 0     | —              | —              | 23     | 0      |
| 2017    | Sandefjord Fotball | Eliteserien | 30         | 0          | 0     | 0     | —              | —              | 30     | 0      |
| 2018    | Sandefjord Fotball | Eliteserien | 1          | 0          | 0     | 0     | —              | —              | 1      | 0      |
| 2018/19 | Viborg FF          | 1. division | 29         | 0          | 2     | 0     | —              | —              | 31     | 0      |
| 2019/20 | Viborg FF          | 1. division | 7          | 0          | 0     | 0     | —              | —              | 7      | 0      |
| 2020    | Víkingur Reykjavík | Úrvalsdeild | 15         | 0          | 2     | 0     | 1              | 0              | 18     | 0      |
| 2021    | Víkingur Reykjavík | Úrvalsdeild | 7          | 0          | 5     | 0     | —              | —              | 12     | 0      |
| 2022    | Víkingur Reykjavík | Úrvalsdeild | 22         | 0          | 4     | 0     | 5              | 0              | 31     | 0      |
| 2023    | Víkingur Reykjavík | Úrvalsdeild | 25         | 0          | 1     | 0     | 2              | 0              | 28     | 0      |
| 2024    | Víkingur Reykjavík | Úrvalsdeild | 19         | 0          | 3     | 0     | 14             | 0              | 36     | 0      |
| 2025    | Víkingur Reykjavík | Úrvalsdeild | 7          | 0          | 1     | 0     | 2              | 0              | 10     | 0      |
| Totaal  | Totaal             | Totaal      | 300        | 0          | 26    | 0     | 32             | 0              | 358    | 0      |

Bijgewerkt op 27 mei 2025.

## Interlandcarrière
Jónsson maakte zijn debuut in het IJslands voetbalelftal op 12 november 2014. Op die dag werd in een oefenduel met 3–1 verloren van België. Van bondscoach Lars Lagerbäck mocht de doelman in de rust invallen voor Ögmundur Kristinsson, die in de eerste helft één tegentreffer had geïncasseerd (via Nicolas Lombaerts). Alfreð Finnbogason tekende in de derde minuut voor de gelijkmaker. In de tweede helft, waarin Jónsson onder de lat stond, scoorden ook Divock Origi en Romelu Lukaku nog voor de Belgen. De andere IJslandse debutant dit duel was Hörður Magnússon (Cesena). Tijdens zijn derde interland, tegen Finland (0–1 winst), mocht Jónsson voor het eerst in de basis beginnen. Hier hield hij de eerste helft zijn doel schoon, tot hij vervangen werd door Haraldur Björnsson. Op 9 mei 2016 maakte bondscoach Lagerbäck bekend Jónsson mee te nemen naar het Europees kampioenschap in juni 2016. Hij was een van de minst ervaren spelers in de selectie. IJsland werd in de kwartfinale uitgeschakeld door gastland Frankrijk, dat met 5–2 won.
| Interlands van Ingvar Jónsson voor IJsland | Interlands van Ingvar Jónsson voor IJsland | Interlands van Ingvar Jónsson voor IJsland | Interlands van Ingvar Jónsson voor IJsland | Interlands van Ingvar Jónsson voor IJsland | Interlands van Ingvar Jónsson voor IJsland |
| №                                          | Datum                                      | Wedstrijd                                  | Uitslag                                    | Competitie                                 | Goals                                      |
| Als speler bij Stjarnan                    | Als speler bij Stjarnan                    | Als speler bij Stjarnan                    | Als speler bij Stjarnan                    | Als speler bij Stjarnan                    | Als speler bij Stjarnan                    |
| ------------------------------------------ | ------------------------------------------ | ------------------------------------------ | ------------------------------------------ | ------------------------------------------ | ------------------------------------------ |
| 1                                          | 12 november 2014                           | België – IJsland                           | 3 – 1                                      | Vriendschappelijk                          |                                            |
| Als speler bij IK Start                    |                                            |                                            |                                            |                                            |                                            |
| 2                                          | 16 januari 2015                            | Canada – IJsland                           | 1 – 2                                      | Vriendschappelijk                          |                                            |
| Als speler bij Sandnes Ulf                 |                                            |                                            |                                            |                                            |                                            |
| 3                                          | 13 januari 2016                            | Finland – IJsland                          | 0 – 1                                      | Vriendschappelijk                          |                                            |
| 4                                          | 16 januari 2016                            | Verenigde Arabische Emiraten – IJsland     | 2 – 1                                      | Vriendschappelijk                          |                                            |
| Als speler bij Sandefjord                  |                                            |                                            |                                            |                                            |                                            |
| 5                                          | 1 juni 2016                                | Noorwegen – IJsland                        | 3 – 2                                      | Vriendschappelijk                          |                                            |
| 6                                          | 15 november 2016                           | Malta – IJsland                            | 0 – 2                                      | Vriendschappelijk                          |                                            |
| 7                                          | 14 november 2017                           | Qatar – IJsland                            | 1 – 1                                      | Vriendschappelijk                          |                                            |
| Als speler bij Viborg FF                   |                                            |                                            |                                            |                                            |                                            |
| 8                                          | 15 januari 2019                            | Estland – IJsland                          | 0 – 0                                      | Vriendschappelijk                          |                                            |

Bijgewerkt op 27 mei 2025.

## Erelijst
| Competitie           |          |                  |          |          |
| Competitie           | Aantal   | Jaren            |          |          |
| Stjarnan             | Stjarnan | Stjarnan         | Stjarnan | Stjarnan |
| -------------------- | -------- | ---------------- | -------- | -------- |
| Úrvalsdeild          | 1        | 2014             |          |          |
| Víkingur Reykjavík   |          |                  |          |          |
| Úrvalsdeild          | 2        | 2021, 2023       |          |          |
| Mjólkurbikarinn      | 3        | 2021, 2022, 2023 |          |          |
| Meistarakeppni karla | 2        | 2022, 2024       |          |          |